# فيولا ديفيس
فيولا ديفيس (بالإنجليزية: Viola Davis) (مواليد 11 أغسطس 1965) ممثلة ومنتجة أفلام أمريكية الأصل. بعد حصولها على جائزة الأوسكار، وجائزة إيمي، وجائزة توني مرتين، أصبحت ديفيس أول ممثلة سوداء تحصل على التاج الثلاثي للتمثيل. حازت على تصنيف مجلة التايم الأمريكية كواحدة من المئة الأكثر تأثيرًا في العالم في عام 2012 وعام 2017.
ولدت ديفيس في سانت ماثيوز، بولاية كارولاينا الجنوبية، وبدأت مسيرتها التمثيلية في مدينة سنترال فولز، رود آيلاند، إذ لعبت أدوارًا بطولية في العروض المسرحية الثانوية. بعد تخرجها من مدرسة جوليارد في عام 1993، فازت بجائزة أوبي على أدائها لشخصية روبي ماكلوم في فيلم إيفري بوديز روبي. لعبت ديفيس أدوارًا ثانوية في العديد من الأفلام والمسلسلات التلفزيونية في أواخر التسعينيات من القرن الماضي وأوائل العقد الأول من الألفية الثانية، قبل فوزها بجائزة توني كأفضل ممثلة رئيسية في مسرحية عقب تمثيلها لشخصية تونيا في مسرحية الملك هيدلي الثاني للكاتب المسرحي الأمريكي أوغست ويلسون وذلك في عام 2001. جاءت انطلاقة ديفيس في الأفلام في عام 2008، بعدما أدت دور الأم المضطربة في فيلم داوت (الشك) ليؤهلها للترشح لجائزة الأوسكار عن فئة أفضل ممثلة مساعدة.
حمل العقد الثاني من الألفية الثانية النجاح الأكبر لديفيس. فقد فازت بجائزة توني لأفضل ممثلة مسرحية عن أدائها لدور روز ماكسون في المسرحية التراجيدية فينسيس (أسوار)، والتي عاد عن طريقها الكاتب أوغست ويلسون. حصلت ديفيس على ترشيح لجائزة الأوسكار عن فئة أفضل ممثلة كما أنها فازت بجائزة نقابة ممثلي الشاشة وذلك عن أدائها لدور البطولة كخادمة لمنزل في ستينيات القرن الماضي في الفيلم الدرامي الكوميدي ذا هيلب (المساعدة) 2011. في عام 2014، بدأت ديفيس بتأدية دور المحامية أناليز كيتنغ في المسلسل الدرامي التلفزيوني على هيئة الإذاعة الأمريكية إيه بي سي، هاو تو غيت أواي ويذ ماردر (كيف تفلت بجريمة قتل)، وفي عام 2015، أصبحت ديفيس أول امرأة سوداء تفوز بجائزة الإيمي برايم تايم عن أفضل ممثلة رئيسية في مسلسل درامي. في عام 2016، أدت دور أماندا والر في فيلم الأبطال الخارقين سوسايد سكواد (الفرقة الانتحارية) كما أعادت دور روز ماكسون في الفيلم المُستوحى من مسرحية فينسيس، لتفوز على إثره بجائزة الأوسكار عن فئة أفضل ممثلة مساعدة. دُعيت لتلقّي ترشيح لجائزة الأكاديمية البريطانية لفنون السينما والتلفزيون (بي إيه إف تي إيه) عن دورها في فيلم السرقة ويدوز (أرامل) 2018.
تُعد ديفيس برفقة زوجها، جوليوس تينون، مؤسسين لشركة إنتاج، شركة جوفي للإنتاج. تشتهر ديفيس على نطاق واسع بدفاعها ودعمها لحقوق الإنسان والمساواة في الحقوق للمرأة وللمرأة الملونة. وقد عُرفت بأنها نسوية.

## حياتها المبكرة وتعليمها
ولدت ديفيس في 11 أغسطس عام 1965، في سانت ماثيوز، بولاية كارولاينا الجنوبية، والدتها ماري أليس (قبل الزواج لوغان) ووالدها دان ديفيس. وُلدت في مزرعة جدتها في مشتل سينغلتون. كان والدها مدربًا للخيول، ووالدتها كانت تعمل كخادمة وعاملة في المصنع وربّة منزل. تٌعد ديفيس الثانية الأصغر بين أخواتها الستة، لديها أربع أخوات وأخ وحيد. انتقلت عائلتها بعد شهرين من ولادتها إلى مدينة سنترال فولز، رود آيلاند، برفقة ديفيس واثنتين من شقيقاتها، تاركين شقيقتها الكبرى وشقيقها مع جديهما.
كانت والدتها أيضًا ناشطة إبان حركة الحقوق المدنية الأمريكية الأفريقية. في سن الثانية، زُجت ديفيس برفقة والدتها في السجن بعد اعتقالها خلال احتجاج الحقوق المدنية. وصفت نفسها بأنها «عاشت في ظروف من الفقر المدقع والاختلال الوظيفي» خلال طفولتها، وتُعيد إلى الأذهان كيف كانت تعيش في منازل «بغيضة وموبوءة بالفئران». ديفيس ابنة عم الممثل مايك كولتر المعروف عن تصويره لشخصية البطل الخارق لوك كيج في مجلات القصص المصورة التي تنشرها شركة مارفل كومكس. 
التحقت ديفيس بمدرسة سنترال فولز الثانوية، وهي مدرستها الأم التي كانت السبب الجزئي وراء حبها للتمثيل المسرحي من خلال إشراكها في الفنون. في فترة المراهقة، شاركت ديفيس خلال فترة مراهقتها، في مجموعة برامج تريو الفيدرالية لتعليم الطلاب، ولخدمات دعم الطلاب. أثناء مشاركتها في مدرسة يونغ بيبولز للفنون التمثيلية في ويست وارويك، رود آيلاند، استشف مدير المشروع، برنارد ماسترستون، الموهبة التي تتمتع بها ديفيس.
بعد أن تخرجت من المدرسة الثانوية، التحقت ديفيس بكلية رود آيلاند، وتخصصت في المسرح لتتخرج منها في عام 1988. بعد ذلك، التحقت بمدرسة جوليارد لمدة أربع سنوات، وكانت من أعضاء شعبة الدراما في المدرسة «المجموعة 22» بين عامي (1989 و 1993).

## مسيرتها

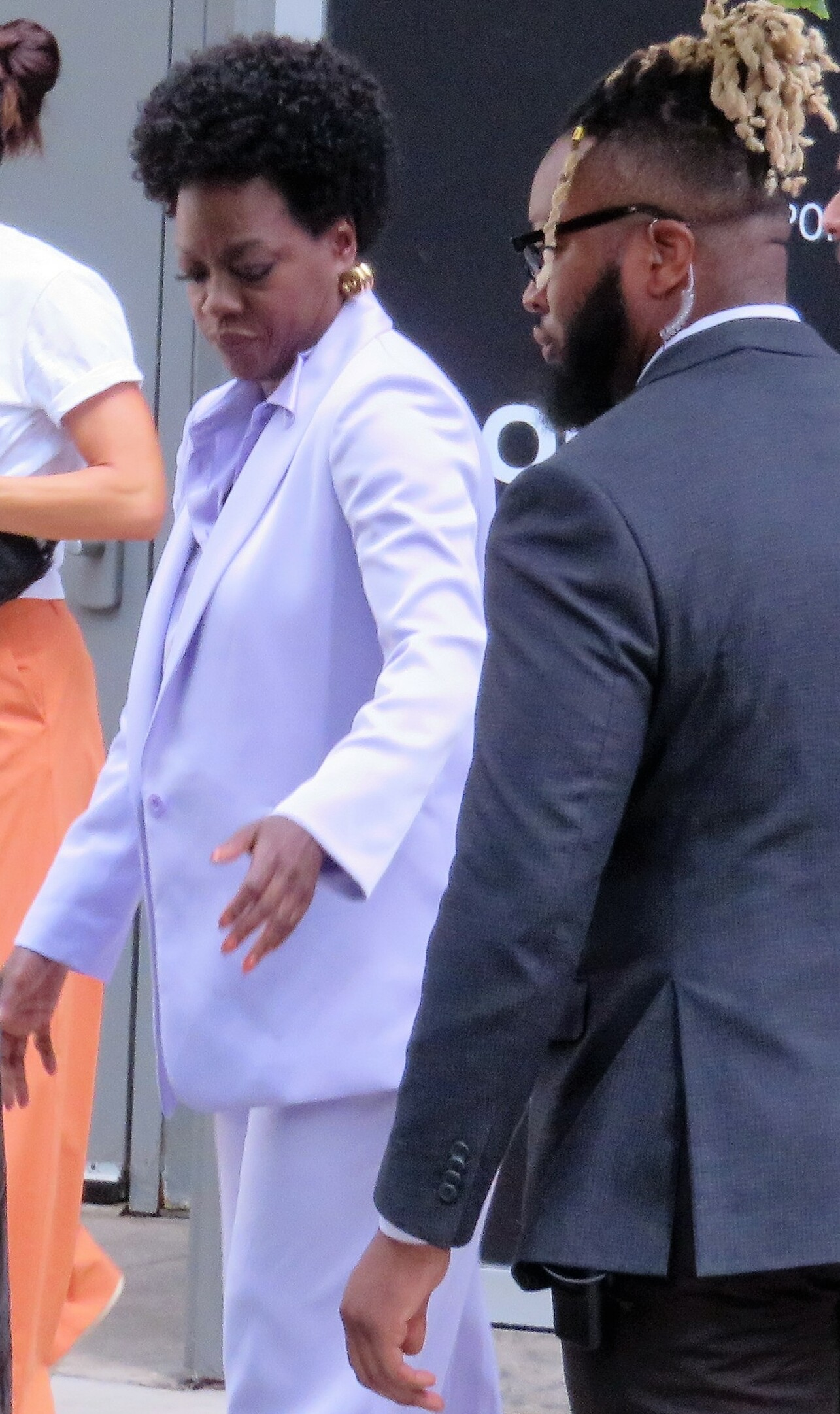
فيولا ديفيس في عام ٢٠٢٢

### 1996 – 2007: بداياتها الأولى
في عام 1996، حصلت ديفيس على بطاقتها العضوية في نقابة ممثلي الشاشة لأدائها يومًا واحدًا من العمل، إذ لعبت دور ممرضة تنقل زجاجة من الدماء إلى تيموثي هوتون في فيلم ذا سبسنس أوف فاير. تلقت أجرًا بنحو 528 دولارًا أمريكيًا. في عام 2001، فازت بجائزة توني وجائزة دراما ديسك عن تمثيلها لشخصية تونيا في مسرحية الملك هيدلي الثاني، «تروي القصة حكاية أم تناهز الخامسة والثلاثين من عمرها تناضل كثيرًا في سبيل الحصول على الحق في إجهاض الحمل». فازت مرة أخرى بجائزة دراما ديسك عن عملها في العرض المسرحي الاحترافي ثوب حميمي للكاتبة المسرحية لين نوتاج.
ظهرت ديفيس في العديد من الأفلام، بما في ذلك ثلاثة أفلام أخرجها ستيفن سوديربيرغ وهي أوت أوف سايت (خارج الهدف)، وسولاريس، وترافيك (إتجار)، بالإضافة إلى سريانا، والتي كانت من إنتاج سوديربيرغ أيضًا. أدت ديفيس بصوتها الذي لم يُذكر في الشارة، دور محققة مجلس الإفراج المشروط  التي تستجوب داني أوشن (جورج كلوني) في المشهد الأول من فيلم أوشن إلفين. قدمت أيضًا مشاهد قصيرة في أفلام كيت وليوبولد وأنتون فيشر. أيضًا لعبت دورًا ثانويًا في فيلم فار فروم هيفين (بعيدًا عن الجنة) عام 2002 للمخرج تود هاينز. تضمّن عملها في التلفزيون دورًا متكررًا في المسلسل الدرامي الأمريكي لو أند أوردر: سبيشل فيكتمس يونت (القانون والنظام: الوحدة الخاصة للضحايا)، وأدوارًا بطولية في المسلسلات القصيرة، ترافيلر (مسافر) وسينشري سيتي (مدينة القرن)، عدا عن ظهورها كضيف شرف في حلقة من مسلسل لو أند أوردر: كريمينال إنتينت (القانون والنظام: النية الإجرامية) والتي تحمل عنوان «بادج» (شارة).

### 2008 – 2014: فيلم داوت، وفيلم ذا هيلب، والمزيد من النجاح
في عام 2008، أدت ديفيس دور السيدة مولر في فيلم داوت (الشك) المستوحى من العرض المسرحي داوت، إلى جانب ميريل ستريب، وفيليب سيمور هوفمان. بالرغم من أن ظهور ديفيس في الفيلم اقتصر على مشهد وحيد فقط، لكنها رُشحت للعديد من الجوائز عن أدائها، بما في ذلك جائزة غولدن غلوب وجائزة الأوسكار عن فئة أفضل ممثلة مساعدة. في 30 يونيو، من عام 2009، قُلدت ديفيس بعضوية في أكاديمية فنون وعلوم الصور المتحركة.

## النشأة
ولدت فيولا في مزرعة في مدينة سانت ماثيوس في ولاية كارولينا الجنوبية. لدى فيولا ستة اخوان وهي أصغرهم، وصفت فيولا حياتها أثناء نشأتها بالصعبة، وقالت أنّ عائلتها كانت تكافح الجوع وظروف السكن والعنصريّة على مرّ السنين.

## أفلامها
- 2000: إتجار
- 2002: بعيدا عن الجنة
- 2002: أنتون فيشر
- 2005: سريانا
- 2006: مركز التجارة العالمي
- 2007: اضطراب
- 2008: شك
- 2009: ماديا ذهبت إلى السجن
- 2009: مواطن ملتزم بالقانون
- 2010: فارس ويوم
- 2010: إيت براي لوف
- 2011: المساعدة
- 2011: صاخب لأقصى حد وقريب قرب لا يصدق
- 2013: مخلوقات جميلة
- 2013:
- 2013: سجناء
- 2014: انهض
- 2015: بلاك هات
- 2016: الفرقة الانتحارية
- 2017: أسوار

## حياتها الشخصية
تزوجت ديفيس من الممثل جوليوس تينون في يونيو من عام 2003. في عام 2011، تبنت ديفيس وزوجها طفلة رضيعة. وقد كانت ديفيس زوجة الأب لابن وابنة تينون من علاقاته السابقة.
فيولا ديفيس مسيحية وتحضر بانتظام الشعائر الدينية في كنيسة الواحة في لوس أنجلوس.

## وصلات خارجية
- فيولا ديفيس على موقع IMDb (الإنجليزية)
- فيولا ديفيس على موقع الموسوعة البريطانية (الإنجليزية)
- فيولا ديفيس على موقع روتن توميتوز (الإنجليزية)
- فيولا ديفيس على موقع مونزينجر (الألمانية)
- فيولا ديفيس على موقع ألو سيني (الفرنسية)
- فيولا ديفيس على موقع ميوزك برينز (الإنجليزية)
- فيولا ديفيس على موقع تيرنر كلاسيك موفيز (الإنجليزية)
- فيولا ديفيس على موقع أول موفي (الإنجليزية)
- فيولا ديفيس على موقع بوكس أوفيس موجو (الإنجليزية)
- فيولا ديفيس على موقع قاعدة بيانات برودواي على الإنترنت (الإنجليزية)
- فيولا ديفيس في قاعدة بيانات أقل من برودواي على الإنترنت